# Баккаревич, Михаил Никитич
Михаил Никитич Баккаревич (1775—1819) — переводчик, преподаватель словесности, действительный статский советник.

## Биография
Из семьи священника. С 1792 студент философского факультета Московского университета, ученик профессора А. А. Барсова. По окончании учёбы с конца 1790-х гг. преподавал русскую словесность и грамматику в Благородном пансионе, среди его учеников — В. А. Жуковский и А. И. Тургенев. Одновременно — главный инспектор классов. Инициатор создания литературного Собрания питомцев московского благородного пансиона (1799), составил устав общества («Законы Собрания»).
Литературную деятельность начал в 1790-е гг.: переводил, сочинял оригинальные произведения. Литературные воззрения Баккаревича сложились под влиянием М. В. Ломоносова и Г. Р. Державина, позже, в конце 1790-х гг., он отдал дань сентиментализму.
В 30-летнем возрасте переменил карьеру наставника на службу чиновника. По приглашению Н. С. Мордвинова занял должность экспедитора департамента Министерства военно-морских сил (1802). В январе 1803 перешёл на службу в Министерство внутренних дел. В 1810 стал помощником статс-секретаря Департамента государственной экономики Государственного совета. В 1812 перешёл в Министерство полиции в чине статского советника, а с 14 ноября 1812 г. пожалован в действительные статские советники.
Умер в возрасте 44 лет.
Напечатанные труды Баккаревича дают понятие о разнообразии предметов его занятий. В 1793 издан его перевод с французского «Торжество розы, праздник в Саланси»; в 1799 — «Надгробный памятник», а перед тем (1798 г.) «Русская Просодия, или правила, как писать стихи» — курс, выдержавший 3-и издания. Во время службы в Министерстве внутренних дел, Баккаревич составил по официальным источникам «Статистическое обозрение Сибири», напечатанное по высочайшему повелению 1810 (без имени автора). В 1813 напечатаны его «Мысли россиянина при гробе фельдмаршала князя Голенищева-Кутузова», а в 1816 перевел сочинение Жана Баптиста Сея — «О торговом балансе».
Будучи сотрудником МВД, в 1804—1809 годах Баккаревич издавал «Санкт-Петербургский журнал» — официальный журнал Министерства.